# Ausbeutung
Ausbeutung (selten auch Exploitation von französisch/englisch „exploitation“) ist eine Bezeichnung für Ausnutzung oder Aufbrauchung jeglicher Art, wobei der Begriff besonders auf die Ausbeutung von Menschen durch Menschen bezogen wird. Genauer bestimmt wurde er in marxistischen Theorien als Aneignung fremder Arbeit. Oftmals wurde und wird auch die rücksichtslose Ausnutzung von Menschen als Arbeitskräfte, Ausnutzung von Frauen durch Männer, von Entwicklungsländern durch Industriestaaten oder von natürlichen Ressourcen durch Profitgier als Ausbeutung thematisiert. Der Ausdruck kommt auch im deutschen Recht im Zusammenhang mit Wucher vor.

## Begriffsgeschichte
Heute meint das Wort Beute „etwas, was jemand erbeutet hat“ oder „Opfer“. Beute im Sinne von „das durch Plünderung Erworbene, Gewinn“ geht auf das mittelniederdeutsche Verb bǖten zurück. Das Verb bedeutete „Tauschhandel treiben, verteilen, wegnehmen, erbeuten“. Darauf beruht das spätmittelhochdeutsche Verb biuten „rauben, erbeuten, austeilen“. Von bǖten ist das mittelniederdeutsche Substantiv bǖte abgeleitet und meinte „was zur Verteilung kommt“. Das Substantiv drang als Wort des Handels („Tausch, Verteilung“) und des Kriegswesens („Verteilung des Erworbenen, Anteil, Kriegsbeute“) ins Mittelhochdeutsche ein, wie das spätmittelhochdeutsche biute belegt. Ebenso wurde es in andere Sprachen entlehnt: altnordisch bȳti „Schuldforderung“; schwedisch byte, niederländisch buit, französisch butin „Beute“.
Für das Verb ausbeuten gibt der Duden heute verschiedene Bedeutungen an: 1. (a) „wirtschaftlich nutzen, abbauen“ bzw. (b) „systematisch nutzen, ausschöpfen“; 2. (a) „skrupellos für sich ausnutzen“, (b) das aus dem marxistischen Gebrauch stammende „sich als Eigentümer von Produktionsmitteln das von den Arbeitnehmern erzeugte Arbeitsprodukt aneignen“ und schließlich (c) „sich skrupellos zunutze machen“. Das Verb ausbeuten wurde im Kriegswesen des 15./16. Jahrhunderts genutzt und bedeutete „Beute machen“ oder „Beute, Gewinn verteilen“. Es entwickelte sich auf dieser Grundlage die Bedeutung ‘Gewinn, Nutzen ziehen, ausschöpfen’. Das bezog sich zuerst auf jegliche Naturschätze und galt auch für die gewinnbringende Ausschöpfung materieller und geistiger Werte.
Im Frühsozialismus des 19. Jahrhunderts wurde unter dem Wort exploitation, das französische und englische Frühsozialisten oft benutzten, schließlich die Ausnutzung des mittellosen Proletariats durch die Besitzer der Produktionsmittel begriffen, wie etwa in der berühmten Wendung des französischen Sozialisten Saint-Amand Bazard (1791–1832) l’exploitation de l’homme par l’homme (dt. Ausbeutung des einen durch den andern). Karl Marx und Friedrich Engels übernahmen in ihren wirtschaftlichen Schriften manchmal direkt das Wort Exploitation von Bazard, manchmal gaben sie es als Ausbeutung wieder. Im Manifest der kommunistischen Partei ist bspw. von „Exploitation des Weltmarktes“ die Rede und der „Exploitation des einen Individuums durch das andere“, die es aufzuheben gelte. Innerhalb dieses Bedeutungszusammenhangs entwickelten Karl Marx und Friedrich Engels ihre Theorie der Ausbeutung. Bazards Begriff „Exploiteur“ findet sich bei beiden so wie auch bei vielen anderen sozialistischen Theoretikern des 19. Jahrhunderts als Synonym für „Kapitalist“.
Das „Digitale Wörterbuch der deutschen Sprache“ gibt relativ zum verwendeten DWDS-Korpus an, dass das Wort Ausbeutung vom Beginn des 19. Jahrhunderts bis zum Ende des 20. Jahrhunderts häufiger benutzt wurde.

## Ausbeutungstheorien
- Marcus Tullius Cicero sah in der Okkupation und Ausbeutung natürlicher und menschlicher Ressourcen den Ursprung des Eigentums und Reichtums.[6]
- Im Mittelalter war man der Überzeugung, die Zinsnahme sei die Erklärung für Ausbeutung. Diese Annahme vertraten in der frühen Neuzeit unter anderem auch  die Reformatoren Luther und Melanchthon.[7]
- Zwischen 1861 und 1863 verfasste Karl Marx die Mehrwerttheorie, die zentral für seine Darlegung der Ausbeutung in der kapitalistischen Produktion ist. Diese basierte auf einer Auseinandersetzung mit der klassischen politischen Ökonomie. Für Engels war die Erklärung der Ausbeutung der Arbeiterklasse im Kapitalismus neben der materialistischen Geschichtsauffassung Marx’ zweite große Entdeckung, die den Sozialismus zu einer Wissenschaft erhoben habe.[8]

### Marxistische Theorie
Nach Marx besteht die Ausbeutung des Arbeiters nicht etwa darin, dass der Arbeiter „zu wenig Lohn“ bekommt. Im ersten Band seines Hauptwerks Das Kapital legt Marx vielmehr dar, dass im Kapitalismus der Lohnarbeiter grundsätzlich einen gerechten Lohn bekommt, und zwar einen Lohn der dem Gegenwert (dem Preis) der Arbeitskraft des Arbeiters entspricht. Dieser Gegenwert ist gleich den Produktions- bzw. Reproduktionskosten der Arbeitskraft. „Ausbeutung“ bedeutet nach Marx also nicht, dass der Arbeiter um einen Teil des ihm zustehenden Lohnes betrogen wird. „Ausbeutung“ bedeutet vielmehr, dass im Kapitalismus der Arbeiter gezwungen wird, Mehrarbeit zu leisten, ohne dass er selbst oder seine Klasse von dieser Mehrarbeit profitieren. Die von den Arbeitern im Kapitalismus geleistete Mehrarbeit dient vielmehr ausschließlich der Produktion von Mehrwert, der entweder von den Kapitalisten als deren Einkommen vereinnahmt wird, oder der reinvestiert (akkumuliert) wird, nur um in der nächsten Runde mehr Mehrwert zu produzieren. Somit ist sein Begriff der Ausbeutung kein moralischer Begriff. Marx beanspruchte nicht, Werturteile zu fällen, wenn er behauptete, der Kapitalist beute den Arbeiter aus. Im Vorwort der ersten Auflage des ersten Bandes schrieb er explizit, er wolle den Einzelnen nicht „verantwortlich machen für Verhältnisse, deren Geschöpf er sozial“ bleibe. Im Zusammenhang der Fabrikgesetzgebung hielt Marx ausdrücklich fest, dass der Kapitalist den Arbeiter möglichst ausbeuten müsse, um sich in der Konkurrenz als Kapitalist erhalten zu können, und dass dieses nicht etwa an dem „bösen Willen“ des Kapitalisten liege.
Marx beabsichtigte keine idealistische Kritik, die die bürgerlichen Verhältnisse etwa an der Idee der Gerechtigkeit misst. Dass der Kapitalist den Arbeiter ausbeutet, sei kein Unrecht. Es verletzt nach Marx nicht das Wertgesetz des Warentausches. Marx war auch später sehr skeptisch gegenüber der Vorstellung, dass der Arbeiter in einer kommunistischen Gesellschaft, die auf genossenschaftlicher Produktion beruht, einfach sein ganzes Arbeitsprodukt erhalten solle. In „Kritik des Gothaer Programms“ kritisierte er bürgerliche wie auch sozialistische Vorstellungen einer gerechten Verteilung. Das betraf vor allem Ferdinand Lassalles Forderung nach einem unverkürzten Arbeitsertrag.
Ferner meinte Marx auch nicht, dass Ausbeutung immer bedeuten müsste, dass der Ausgebeutete einen niedrigen Arbeitslohn bzw. Lebensstandard hat. Dieser könne in Zeiten erhöhter Nachfrage nach Arbeitskräften steigen.
Im Sinne der marxistischen Geschichts- und Gesellschaftstheorie bezeichnet Ausbeutung ein Klassenverhältnis bzw. die unvergütete Aneignung jener fremden Arbeitskraft und fremder Arbeitsprodukte, welche über die notwendige Arbeit zur Erhaltung der Arbeitskraft hinausgeht. Ausbeutung ist demnach die Aneignung der Mehrarbeit und des daraus entstehenden Mehrprodukts. Wenn beispielsweise 6 Arbeitsstunden täglich zum Erhalt des Arbeiters und seiner Arbeitskraft notwendig sind, er aber 8 Stunden arbeitet, so hat er 2 Stunden Mehrarbeit geleistet. Wird das Produkt dieser Mehrarbeit von einer anderen Person abgepresst, wurde der Arbeiter in diesem Sinne ausgebeutet.
In Klassengesellschaften verfügen die Mitglieder der ausbeutenden Klasse über die Arbeitskraft der Ausgebeuteten und die wesentlichen gesellschaftlichen Produktionsmittel. Damit sich eine Klasse bilden kann, deren Mitglieder sich das Mehrprodukt einer anderen Klasse dauerhaft und sicher aneignen können, muss eine gewisse gesellschaftliche Produktivkraft der Arbeit erreicht worden sein; ansonsten wird die Existenz der Ausgebeuteten gefährdet. Je nach gesellschaftlicher Produktionsweise unterscheiden sich die Produktionsverhältnisse, durch die das Mehrprodukt angeeignet wird, von „unmittelbarer Zwangsarbeit“ wie in der Sklaverei bis zur „vermittelten Zwangsarbeit“ wie in der Lohnarbeit.

#### Sklaverei, Feudalismus & Übergang in die kapitalistische Produktion
Urkommunistische Stammesgesellschaften gingen Klassengesellschaften voraus. Die ersten bedeutenden Steigerungen der Produktivität zogen nach Engels „unter den gegebnen geschichtlichen Gesamtbedingungen, die Sklaverei mit Notwendigkeit nach sich. Aus der ersten großen gesellschaftlichen Arbeitsteilung entsprang die erste große Spaltung der Gesellschaft in zwei Klassen: Herren und Sklaven, Ausbeuter und Ausgebeutete.“ Die erste Möglichkeit bot sich, als Stämme gegeneinander Krieg führten und Mitglieder fremder Stämme raubten, die sie versklaven konnten. Zwar sei Sklaverei „die erste, der antiken Welt eigentümliche Form der Ausbeutung“ und erlebte dort ihre Blütezeit, aber sie blieb nicht darauf beschränkt. Sie dauerte vielmehr die ganze „zivilisierte Periode“ an und war auch im Zuge der Herausbildung des Kapitalismus in Form des Kolonialismus ein bedeutendes Moment.
Im Mittelalter sei die Festsetzung der Volksmassen „an den Boden die Grundlage des feudalen Drucks“ gewesen. Die Bauern seien als Leibeigne oder Hörige an einen bestimmten Boden gebunden gewesen und hätten dem Grundherrn Produkte oder Dienste leisten müssen.
Den Wandel zur kapitalistischen Ausbeutungsweise schilderte Marx im 24. Kapitel des ersten Bandes von „Das Kapital“ unter dem Stichwort ursprüngliche Akkumulation. Darunter fasst Marx jenen Prozess, der zwei besondere Klassen hervorbrachte: die Eigentümer von Geld, Produktions- und Lebensmitteln, die diese durch Ankauf fremder Arbeitskraft verwerten, und die lohnabhängigen Arbeiter, die ihre Arbeitskraft an erstere verkaufen müssen. Der Prozess sei nichts anderes „als der historische Scheidungsprozeß von Produzent und Produktionsmittel.“ Am Beispiel Englands zeigte Marx, wie Grundherren die Bauern vom Land vertrieben, um Schafzucht zu betreiben; der Staat half den Grundherren mit Gewalt und zwang die enteigneten Bauern in kapitalistische Fabriken und deren Disziplin. Der Prozess basiere also entgegen der Annahme der klassischen politischen Ökonomie nicht in erster Linie auf der Sparsamkeit und dem Fleiß Einzelner. Vielmehr gründe der Prozess auf „Eroberung, Unterjochung, Raubmord, kurz Gewalt“. Ähnliche Prozesse können sich weltweit wiederholen, wo sich die kapitalistische Produktionsweise ausbreitet.

#### Ausbeutung im Kapitalismus
Im Kapitalismus beutet die Kapitalistenklasse die Arbeiterklasse gemäß den Gesetzen des freien Warentauschs aus. Arbeiter und Kapitalist stehen einander als „juristisch gleiche“ und freie Warenbesitzer gegenüber und gehen Verträge ein. Die Ausbeutung wird durch die Form des Lohnes verschleiert. Die Verfügung über fremde Arbeitskraft und deren Früchte manifestiert sich daher nicht mehr offensichtlich wie in der Sklaverei, aufgrund des Eigentums an Menschen und deren Arbeitskraft, oder wie in feudalen Herrschaftsverhältnissen, durch Grundherrschaft oder Leibeigenschaft, gegenständliche oder direkt finanzielle Abgaben die geleistet werden müssen.
Das Ausbeutungsverhältnis beruht nicht darauf, dass der Kapitalist persönlich über den Arbeiter herrscht wie der Herr über seinen Sklaven oder der Feudalherr über den Leibeigenen. Es basiert auf Sachzwängen. Der Arbeiter ist doppelt frei: er ist formell frei bzw. darf über seine Arbeitskraft verfügen und Verträge schließen, aber zugleich muss er seine Arbeitskraft verkaufen, da er auch frei von Lebens- und Produktionsmitteln ist. Der Kapitalist hingegen muss den Arbeiter ausbeuten, um sein Kapital verwerten zu können und um in der Konkurrenz als Kapitalist bestehen zu können.
Marx führte als weiteres Spezifikum der kapitalistischen Ausbeutungsweise an, dass diese auf den Tauschwert bzw. die Kapitalverwertung gerichtet sei. Im Gegensatz dazu hätten sich frühere Ausbeutungsweisen typischerweise stärker am Bedürfnis bzw. Gebrauchswert orientiert.

##### Kapitalbewegung, Wert der Arbeitskraft, Mehrwertproduktion
Der Wert jeder Ware bemisst sich nach Marx im Kapitalismus nach der gesellschaftlich durchschnittlich notwendigen Arbeitszeit zu ihrer Produktion (Arbeitswerttheorie). Zwar erscheine der Wert in der Geldform, aber Preise könnten auch über oder unter dem Wert liegen. Marx setzt im ersten Kapitalband voraus, dass der Preis einer Ware ihrem Wert entspricht und dass gilt, wenn zwei Waren gegeneinander getauscht werden, beide gleichwertig sind. Unter diesen Annahmen versucht er zu erklären, wie das Wertwachstum, das durch die allgemeine Formel der Kapitalbewegung G-W-G’ ausgedrückt wird, möglich ist. Der Kapitalist kauft mit Geld Waren, um damit mehr Geld zu machen bzw. einen Mehrwert zu erzielen. Wenn jedoch alle Waren nach Arbeitswert-Äquivalenten ausgetauscht werden, kann der Mehrwert nicht ausschließlich aus der Zirkulationssphäre kommen, da nur durch Arbeit eine Vermehrung des Werts stattfinden kann. Die Produktion des Mehrwerts müsse daher ebenso in der Produktionssphäre zu suchen sein. Der Kapitalist müsste eine Ware besitzen, deren „Gebrauchswert selbst die eigentümliche Beschaffenheit besäße, Quelle von Wert zu sein, deren wirklicher Verbrauch also selbst Vergegenständlichung von Arbeit wäre, daher Wertschöpfung. Und der Geldbesitzer findet auf dem Markt eine solche spezifische Ware vor – das Arbeitsvermögen oder die Arbeitskraft.“
Der Gebrauchswert der Arbeitskraft, konkrete Arbeit zu leisten, ist aber nicht gleich ihrem Tauschwert, der notwendigen Arbeit zur Reproduktion ihrer Arbeitskraft. Für eine Rede vor Arbeitern gebrauchte Marx diesbezüglich den folgenden Vergleich: „Der Tages- oder Wochenwert der Arbeitskraft ist durchaus verschieden von der täglichen oder wöchentlichen Betätigung dieser Kraft, genauso wie das Futter, dessen ein Pferd bedarf, durchaus verschieden ist von der Zeit, die es den Reiter tragen kann.“ Der Wert der Arbeitskraft, ihr Arbeitslohn, bestimmt sich wie der Wert jeder anderen Ware durch die gesellschaftlich durchschnittlich notwendige Arbeitszeit zu ihrer Reproduktion. Dieser Wert entspreche letztlich dem Wert derjenigen Lebensmittelmenge, die als notwendig gelte, um die Arbeitskraft zu reproduzieren. Was als notwendig gelte, hänge von historischen und moralischen Faktoren ab. Der Umfang könne von Land zu Land verschieden sein und sich mit der kulturellen Entwicklung verändern. Zu den Lebensmitteln zählt Marx nicht nur Nahrung, Kleidung oder Wohnung, sondern auch die Kosten für eine Arbeiterfamilie und die Ausbildungskosten der Arbeitskraft.
Indem der Arbeiter eine neue Warenmenge produziert, überträgt er den Wert der dabei verbrauchten Produktionsmittel auf die neue Warenmenge. Es kommt dabei zu keiner Wertveränderung, so dass Marx von konstantem Kapital (c) spricht. Der Arbeiter schafft zudem einen Neuwert, den er auf die von ihm produzierten Waren überträgt. Von diesem Neuwert bekommt er nur einen Teil als Lohn ausgezahlt. Den anderen Teil, den Mehrwert (m), eignet sich der Kapitalist an. Da das in Arbeitskraft verausgabte Kapital somit zu einer Wertänderung führt, spricht Marx von variablem Kapital (v). Der Kapitalist schießt also Kapital im Wert von c+v vor, der Arbeiter schafft einen Neuwert in Höhe von v+m bzw. eine Warenmenge, die den Wert c+v+m hat, und der Kapitalist eignet sich m an. Das eingesetzte Kapital und aller daraus angehäufter Reichtum (Akkumulation) basiere daher im Fortgang der kapitalistischen Produktion immer mehr auf der unbezahlten Aneignung fremder Arbeitskraft im Lohnarbeitsverhältnis.
Die Mehrwertproduktion findet nur in der Sphäre des industriellen Kapitals statt. „Industriell“ ist dabei nicht auf Industriekomplexe beschränkt, sondern muss in einem weiten Sinne verstanden werden. Gemeint ist jedes Kapital, das entweder den Kreislauf G – W … P … W’ – G’ oder den Kreislauf G – W … P – G’ durchläuft. Im ersten Fall kauft der Kapitalist Waren bzw. Arbeitskraft und Produktionsmittel, dann lässt er die Arbeiter eine höherwertige Warenmenge produzieren und schließlich verkauft er sie, um den Mehrwert zu realisieren. Die zweite Formel betrifft die Verrichtung von Diensten, wie z. B. einen Transport. Hier wird kein Warenkörper hergestellt und der Dienst muss während seiner Verrichtung konsumiert werden.
Arbeiter, die Mehrwert schaffen, nennt Marx „produktive Arbeiter“. Die unproduktiven Arbeiter hingegen schaffen keinen Mehrwert. Ob ein Arbeiter Mehrwert produziert oder nicht, hängt nicht von der konkreten Art seiner Tätigkeit ab, sondern von seiner Stellung im Produktionsprozess. So schafft z. B. ein selbständiger Schreiner keinen Mehrwert, da seine Arbeitskraft nicht verkauft wird, also keine Wertgegenständlichkeit besitzt. Ein angestellter Schreiner hingegen verkauft seine Arbeitskraft und stellt einen höheren Wert her, als es seinem Lohn entspricht. Unproduktive Arbeiter sind Arbeiter, die entweder ihre Arbeitskraft nicht verkaufen (wie z. B. Selbständige), oder solche Arbeitnehmer, die zwar ihre Arbeitskraft verkaufen, deren „Chef“ das Ergebnis dieser Arbeitskraft aber nicht auf den Markt wirft. So sind z. B. Hausangestellte keine produktiven Arbeiter, genauso wie Lehrer, Feuerwehrleute, Seelsorger und viele andere. Unproduktiv im gesamtgesellschaftlichen Sinne sind auch diejenigen Arbeiter, die in der Handelssphäre arbeiten, wie z. B. ein Kassierer. Zwar ist der Lohn des Kassierers ein Abzug vom Mehrwert, aber er kann dennoch ausgebeutet werden, indem er Mehrarbeit leistet. Er schafft dadurch zwar Mehrwert für den Inhaber den Handelsbetriebs. Dadurch erhöht sich aber nicht der gesamtgesellschaftliche Mehrwert, da insoweit der vom Handelsunternehmen geschaffene Mehrwert auf Kosten des Mehrwerts des Warenproduzenten geht.
In der einfachen Warenzirkulation W-G-W verkauft jemand eine Ware, um mit dem erhaltenen Geld eine andere Ware zu kaufen, die er konsumieren möchte. Es geht nicht um ein Wertwachstum der sich im Spiel befindlichen Geldmenge, und die Bewegung findet am Bedürfnis ein Maß bzw. mit dessen Befriedigung ein Ende. In der Bewegung G-W-G‘ hingegen ist Geld Ausgangs- und Endpunkt zugleich. Der Zweck dieser Bewegung ist die Kapitalverwertung. Der Bewegung sei kein Ende immanent, da jedes verwertete Kapital als endliche Geldsumme G‘ erscheine und wieder Ausgangspunkt einer neuen Bewegung werden müsse, um Kapital bleiben zu können. Die Bewegung sei maßlos, da sie nicht auf etwas Äußeres bzw. ein Bedürfnis bezogen sei, das ein Genug bestimmen könnte. Der Kapitalist mache diese Bewegung zu seinem subjektiven Zweck. Er verleihe ihr Bewusstsein und Willen und werde so „personifizertes Kapital“. Der einzelne Kapitalist handelt an erster Stelle nicht deshalb gemäß der Formbestimmungen des Kapitals, weil er gierig ist. Um Kapitalist bleiben zu können, muss er immer wieder genügend Geld haben, um sein Unternehmen zu modernisieren und um somit in der Konkurrenz bestehen zu können.

##### Mystifikation des Lohnes
Aufgrund der Mystifikation des Lohnes stellt sich die gängige Bewusstseinsform ein, dass mit dem Lohn nicht der Wert der Arbeitskraft, sondern der Wert der Arbeit bezahlt würde. Das Maß der Ausbeutung ist dadurch nicht so leicht erkennbar. Den Ausdruck Wert der Arbeit bezeichnete Marx als imaginären Ausdruck. Zwar sei die abstrakte Arbeit die Wertsubstanz und das Maß der Wertgröße, aber sie selbst besitze keinen Wert. Wollte man nach ihrem Wert fragen, erhielte man nur „abgeschmackte Tautologie[n]“ als Antwort. So ließe sich nur sagen, dass bspw. der Wert von 12 Stunden Arbeit eben dem Wert von 12 Stunden Arbeit entspreche. Marx deckte den falschen Schein auf. Der Arbeiter könne seine Arbeit nicht an den Kapitalisten verkaufen, da sie bereits vor dem Verkauf existieren müsste. Wäre der Lohn der Wert der geleisteten Arbeit und bekäme der Arbeiter nicht den ganzen Neuwert, dann wären die Gesetze des Warentausches verletzt. Wäre der Lohn der Wert der geleisteten Arbeit und bekäme der Arbeiter den ganzen Neuwert, so würde der Kapitalist keinen Mehrwert erhalten können; folglich wäre ein Fundament der kapitalistischen Produktionsweise untergraben.
Marx erklärte die Mystifikation, indem er auf mehrere Faktoren verwies. Ein Faktor sei, dass der Arbeiter immer den ganzen kontraktlich vereinbarten Arbeitstag lang arbeiten müsse, um bezahlt zu werden. Der Kapitalist hingegen erkläre sich seinen Profit damit, dass er unter Wert kaufe bzw. über Wert verkaufe. Imaginäre Ausdrücke, in denen der bestehende Sachverhalt verkehrt dargestellt wird, entspringen demnach den Produktionsverhältnissen selbst.
Ebenso mystifizierend wirke, dass der Arbeiter von einem Kapitalisten zu einem anderen wechsle und dass er Verträge abschließe. Das führe zu dem falschen Schein, dass der Arbeiter frei wäre.

##### Mehrwertsteigerung und Krise
Eine Steigerung des Mehrwerts wird durch Methoden der absoluten (längere Arbeitszeit) oder relativen Mehrwertsteigerung (Steigerung der Arbeitsproduktivität) erreicht. Der Exploitationsgrad der Arbeitskraft oder die Mehrwertrate bestimmt sich durch das Verhältnis von Mehrarbeit und notwendiger Arbeit, bzw. in vergegenständlichter Form von Mehrwert und variablem Kapital (da nur lebendige Arbeit, aber nicht das eingesetzte konstante Kapital c wertbildend ist, und deshalb gleich 0 gesetzt wird).
{\displaystyle {\text{Mehrwertrate; Exploitationsgrad der Arbeitskraft}}={\frac {\text{Mehrwert (m)}}{\text{Variables Kapital (v)}}}={\frac {\text{Mehrarbeit}}{\mbox{Notwendige Arbeit}}}}
Die Kapitalisten können die Arbeitszeit nicht beliebig ausdehnen, da sie auf physische und rechtliche Grenzen stoßen. Wenn aber in den Bereichen, die für die Produktion der notwendigen Lebensmittel relevant sind, die Produktivkraft der Arbeit steigt, dann steckt in diesen Lebensmitteln weniger Arbeit. Dann sinkt ihr Wert und somit der Wert der Arbeitskraft. Dadurch kann die notwendige Arbeitszeit verkürzt und die Mehrarbeitszeit verlängert werden. Der einzelne Kapitalist strebt danach, die Produktivität zu steigern, um einen Extramehrwert zu erzielen: wenn er als Erster die Produktivität seiner Arbeiter mit einer neuen Produktionsweise steigern und dadurch mit geringeren Stückkosten produzieren kann als seine Konkurrenten, dann kann er zum Marktpreis verkaufen und einen zusätzlichen Mehrwert erzielen. Wenn sich die neue Produktionsweise verallgemeinert hat, sinkt die im Schnitt gesellschaftlich notwendige Arbeitszeit und somit der Wert der betreffenden Ware. Die Mittel zur Produktivkraftsteigerung sind Kooperation, Arbeitsteilung und vor allem der Einsatz von Maschinerie.
Dieser Prozess tendiert zu Krisen, da die Produktion ausgedehnt und zugleich die Konsumtion beschränkt wird. Wenn die Produktivkraft steigt, wird tendenziell die Produktion ausgedehnt. Das liegt daran, dass sich der Einsatz teurer Maschinen oft nur dann lohnt, wenn mehr als zuvor produziert wird. Ferner wird der Kapitalist, der als Erster die innovative Produktionsweise nutzt, versuchen möglichst viel Extramehrwert zu erzielen. Schließlich will er seine Maschinen möglichst schnell vernutzen, bevor sie durch neue Maschinen ersetzt werden müssen. Ein einfacher Weg, um die größere Warenmenge abzusetzen, ist eine Preissenkung. Diese setzt die Konkurrenz unter Druck. Wer sie nicht mitmachen kann, riskiert den eigenen Bankrott. Konkurrieren Kapitalisten miteinander, müssen sie eine größtmögliche Verwertung ihres Kapitals anstreben, um Geld für Innovationen zu haben. Sie müssen daher ihre Kosten bzw. die Einkommen der Arbeiter minimieren. Ebenso konsumieren sie selbst nur in beschränktem Maße Produktionsmittel. Diese kaufen sie nur dann, wenn sie sich davon Verwertung erhoffen und diese erwartete Verwertung größer ist, als wenn sie ihr Kapital anderweitig einsetzen würden, wie z. B. an den Kapitalmärkten. Laufen Produktion und Konsumtion dadurch lange auseinander, kommt es zur Überproduktion.

##### Verteilung des Mehrwerts
Der einzelne Kapitalist eignet sich den Mehrwert nicht einfach unvermittelt an. Die gesamtgesellschaftliche Mehrwertmasse wird gemäß der durchschnittlichen Profitrate umverteilt. Im dritten Kapitalband konkretisiert Marx seine Kategorien. Er unterscheidet den Mehrwertbegriff vom Profitbegriff. Der Mehrwertbegriff ist ein wissenschaftlicher Begriff, mit dem Marx die Ausbeutung und das Verhältnis von m und v offenlegt. Der Profitbegriff ist der gewöhnlich von vielen benutzte Begriff, der das Verhältnis zwischen vorgeschossenem und verwertetem Kapital erfasst. Die Profitrate ist nicht m / v, sondern m / (c + v). Sie ist diejenige Größe, die für den Kapitalisten praktisch relevant ist. Die Profitrate hängt von verschiedenen Faktoren ab. Dazu gehören das Verhältnis des eingesetzten konstanten Kapitals zum variablen Kapitalteil, die Wertzusammensetzung (c / v), und die Umschlagszeit des Kapitals. Beide Größen sind variabel. Das Kapital fließt nach Möglichkeit dorthin, wo es am besten verwertet werden kann, also weg von Branchen mit zunächst niedriger und hin zu Branchen mit zunächst hoher Profitrate. Dort steigt die Konkurrenz, so dass Preise und Profitrate wieder sinken, während in Branchen mit zunächst niedriger Profitrate die Konkurrenz sinkt und die Preise steigen. Dadurch gleichen sich die einzelnen Profitraten zu einer allgemeinen Profitrate an. Nach dieser Rate gilt, je mehr ein Kapitalist vorschießt, desto größer sein Profit. Daraus folgt ferner, dass Preise für gewöhnlich nicht den Wert einer Ware adäquat wiedergeben.
Nach Marx hat der Kapitalist den Arbeiter auch dann ausgebeutet, wenn er die produzierten Waren kaum oder gar nicht verkauft. In dem Fall hätte sich der Mehrwert bzw. die Ausbeutung für den Kapitalisten nicht verwirklicht.   
Die Aneignung von Mehrwert ist nicht auf den industriellen Kapitalisten, der Waren produzieren oder Dienstleistungen verrichten lässt, beschränkt. Wenn er unter Wert an einen Handelskapitalisten verkauft und dieser weiterverkauft, um den Wert zu realisieren, dann kann sich der Händler einen Teil des Mehrwerts aneignen. Einige übernehmen die Funktion des Geldkapitalisten und verleihen Geld an einen Kapitalisten, der es fungieren lässt; dessen Profit teilt sich dann in Unternehmergewinn und Zins, den der Geldkapitalist bekommt. Der fungierende Kapitalist muss selbst kein Kapital besitzen. So könnte z. B. ein Vorstandsvorsitzender einer Aktiengesellschaft formal ein Lohnarbeiter sein, aber de facto darf er über Kapital verfügen, organisiert die Ausbeutung und seine Bezahlung richtet sich nicht nach dem Wert der Arbeitskraft, sondern nach dem erzielten Profit. Der Zinsbezieher hingegen kann selbst, aber er muss nicht unbedingt Kapital fungieren lassen. Er kann reiner Geldkapitalist sein. Das liege an der Tendenz, dass sich Kapitaleigentum und Kapitalfunktion voneinander trennten. Ferner kann auch die Klasse der Grundbesitzer sich einen Teil des Mehrwerts in Form einer Grundrente aneignen.
Nicht nur Privatpersonen, sondern auch der Staat könne als Kapitalist tätig sein. In Anti-Dühring nutzte Engels das Konzept des ideellen Gesamtkapitalisten. In dieser Funktion sichere der Staat bestimmte Bedingungen für die Kapitalverwertung gegen Kapitalisten und Arbeiter. Je mehr der Staat selbst Produktivkräfte besitze, desto mehr werde er zum reellen Kapitalisten, der seine Staatsbürger als Lohnarbeiter ausbeute.

##### Regulation des Lohnes
Der Preis der Arbeitskraft und der Lebensstandard des Arbeiters können unter Umständen steigen. Das gefährdet das System nicht. Die kapitalistische Produktionsweise tendiert dazu, den Preis der Arbeitskraft gemäß den Erfordernissen der Kapitalverwertung zu regulieren.
Vorausgesetzt, dass für das gesellschaftliche Gesamtkapital eines Landes gilt, dass das Verhältnis des konstanten zum variablen Kapital c/v gleich bleibt. Wird akkumuliert, dann werden mehr Produktionsmittel und im gleichen Maße mehr Arbeitskräfte benötigt. Fragen die Kapitalisten mehr Arbeitskraft nach, können die Arbeiter die Löhne steigern. Eine Grenze ist jedoch der Mehrwert. Je höher die Löhne steigen, desto mehr nimmt der Mehrwert ab und desto weniger können die Kapitalisten Arbeitskraft nachfragen. Eine weitere Grenze ist der Umstand, dass das Verhältnis c/v langfristig nicht gleich bleibt. Die Kapitalisten setzen zunehmend Maschinensysteme ein. Dadurch steigt c/v. Gerade dann, wenn die Löhne relativ hoch sind, rentiert sich der Einsatz neuer teurer Maschinen, um Lohnkosten einzusparen. Falls die Produktivität steigt und die Produktion nicht mehr entsprechend ausgedehnt wird, dann werden Arbeitskräfte überflüssig und freigesetzt. Wenn es Arbeitslose gibt, können die Kapitalisten die Löhne wieder senken.
Produktivitätssteigerungen bieten mitunter die Möglichkeit, den Preis der Arbeitskraft zu erhöhen. Auf der Grundlage des 15. Kapitels des ersten Kapitalbandes kann man ein einfaches Beispiel konstruieren. Nehmen wir der Einfachheit halber an, dass sich in allen Branchen die Produktivität verdoppelt, während die Arbeitszeit und die Arbeitsintensität gleich bleiben. Dann werden in der gleichen Zeit doppelt so viele Waren produziert wie zuvor. In der einzelnen Ware steckt nur noch halb so viel Arbeit. Ihr Wert und somit der Wert der Arbeitskraft ist halbiert. Nehmen wir bspw. an, der Preis der Arbeitskraft lag vorher bei 50 und der Mehrwert bei 50. Es bieten sich nun rein rechnerisch bestimmte Verteilungsmöglichkeiten:
1. Wenn der Kapitalist den Preis der Arbeitskraft halbiert, dann kann der Arbeiter dieselbe Menge an Lebensmitteln kaufen wie zuvor und der Kapitalist kann seinen Mehrwert steigern.
2. Wenn der Preis der Arbeitskraft und der Mehrwert bei 50 bleiben, dann kann der Arbeiter nun mit derselben Summe doppelt so viele Waren kaufen wie zuvor.
3. Wenn der Kapitalist den Lohn nicht halbiert, sondern nur etwas reduziert, dann sinkt zwar der Preis der Arbeitskraft nominal, aber er steigt real und der Mehrwert ist höher als zuvor. So könnte der Lebensstandard der Arbeiters steigen und zugleich der Ausbeutungsgrad erhöht werden.

Welche Möglichkeit realisiert wird, hängt mithin davon ab, ob die Kapitalisten oder die Arbeiter stärker sind. Ebenso ist zu beachten, dass die Steigerung der Produktivkraft der Arbeit mit einer Krisentendenz einhergeht. In der Krise werden viele Menschen entlassen und die Kapitalisten, die die Krise überstehen, können die Arbeitslosigkeit nutzen, um die Löhne leichter zu drücken.

##### Emanzipative Momente und Aufhebung der Ausbeutung
Entgegen früheren Gesellschaften entfaltet der kapitalistische „Heißhunger nach Mehrarbeit“ auch zivilisatorische Momente. Zwar eignen sich die Kapitalisten den Mehrwert an, aber die Konkurrenz zwingt die Kapitalisten dazu, einen großen Teil des Mehrwerts zu reinvestieren, um die Produktivkraft der Arbeit zu steigern. Die notwendige Arbeit reduziere sich auf ein Mindestmaß. Die Produktion werde zunehmend ein gesamtgesellschaftlicher Arbeitsprozess. Das ermögliche eine höhere Gesellschaftsform, in der Arbeit immer mehr Ausdruck einer freien Entfaltung der menschlichen Bedürfnisse darstellt.
Um Ausbeutung zu überwinden, müsse man die Lohnarbeit überhaupt beseitigen. Die Dynamik der kapitalistischen Produktionsweise bringe die Bedingungen für eine neue Gesellschaft hervor. „Die Zentralisation der Produktionsmittel und die Vergesellschaftung der Arbeit“ erreiche einen Punkt, „wo sie unverträglich werden mit ihrer kapitalistischen Hülle. Sie wird gesprengt. Die Stunde des kapitalistischen Privateigentums schlägt. Die Expropriateurs werden expropriiert.“ Das individuelle, selbst erarbeitete, und nicht auf Ausbeutung fremder Arbeitskraft beruhende Eigentum wird auf Grundlage der Errungenschaft der kapitalistischen Ära, „der Kooperation und des Gemeinbesitzes der Erde und der durch die Arbeit selbst produzierten Produktionsmittel“, wiederhergestellt.

##### Ausbeutung und Entfremdung
Das Konzept der Ausbeutung floss auch in Marx’ Überlegungen zur Entfremdung und speziell zur entfremdeten Arbeit ein. Für Marx besitzt der Mensch kein fertiges Wesen. Sein Denken und Handeln ergibt sich aus dem Ensemble der konkreten gesellschaftlichen Verhältnisse, in denen er tätig ist und lebt. Das gesellschaftliche Sein bestimmt sein Bewusstsein, während die Menschen selbst die gesellschaftlichen Verhältnisse schaffen. Der Mensch könne sich als Mensch daher nur wirklich entfalten, wenn er die Gesellschaft und sich selbst bewusst gestaltet, anstatt von gesellschaftlichen Verhältnissen wie von einer fremden Macht bestimmt zu werden.
Für Marx und Engels ist der Schlüssel zum Verständnis des Problems – und somit auch zu seiner Lösung –, wie in einer Gesellschaft Güter, Ideen und Entscheidungen produziert werden. In jeder Klassengesellschaft herrscht eine gesellschaftliche Arbeitsteilung, die die Individuen in ungleiche gesellschaftliche Beziehungen setzt, die sie in der Produktion ihres Lebens eingehen. Diese manifestieren sich nicht nur quantitativ in der Abpressung von Mehrarbeit, sondern wirken auch qualitativ darauf, wie gearbeitet wird und was produziert wird, wie verteilt wird, wie die Verhältnisse materiell und ideologisch produziert und reproduziert werden. Der Arbeiter produziert nicht für sich, sondern das Produkt gehört dem Kapitalisten. Dieser bestimmt auch den Arbeitsprozess. Das gesellschaftliche Wesen des Arbeiters, daher die eigene bewusste Tätigkeit, wird aufgrund der gesellschaftlichen Verhältnisse eine fremdbestimmte Tätigkeit. Der Arbeiter kann diese nur innerhalb des Spielraumes der bestehenden Verhältnisse beeinflussen. Dies alles bedinge, dass der Mensch dem Menschen fremd ist. Es bestehen Gegensätze zwischen den Klassen und aufgrund der Konkurrenz auch innerhalb einer Klasse. Im Kapitalismus herrsche zudem ein Warenfetisch vor, der ein Verhältnis von Menschen, das Verhältnis von Arbeitszeiten zur Fertigung von Produkten, als ein Verhältnis von Dingen widerspiegelt, nämlich Warenpreisen. Das Verhältnis der Menschen zueinander in ihrer gemeinsamen Produktion des Lebens wird so darüber hinaus verschleiert.
Um diese Verhältnisse aufzuheben, müsse „[a]n die Stelle der alten bürgerlichen Gesellschaft mit ihren Klassen und Klassengegensätzen“ eine Assoziation treten, „worin die freie Entwicklung eines jeden die Bedingung für die freie Entwicklung aller ist“, auf Grundlage einer Produktion, in der die gesellschaftlichen Produktionsmittel in gesellschaftlichen Besitz sind, also „der vergesellschaftete Mensch, die assoziierten Produzenten, … ihren Stoffwechsel mit der Natur rationell regeln, unter ihre gemeinschaftliche Kontrolle bringen, statt von ihm als von einer blinden Macht beherrscht zu werden; ihn mit dem geringsten Kraftaufwand und unter den ihrer menschlichen Natur würdigsten und adäquatesten Bedingungen [zu] vollziehn.“ Ausbeutung ist in diesem „Verein freier Menschen“ nicht mehr vorhanden und die gesellschaftliche Arbeitsteilung wird immer weiter aufgehoben; erst in „einer höheren Phase der kommunistischen Gesellschaft, nachdem die knechtende Unterordnung der Individuen unter die Teilung der Arbeit, damit auch der Gegensatz geistiger und körperlicher Arbeit verschwunden ist; nachdem die Arbeit nicht nur Mittel zum Leben, sondern selbst das erste Lebensbedürfnis geworden; nachdem mit der allseitigen Entwicklung der Individuen auch ihre Produktivkräfte gewachsen und alle Springquellen des genossenschaftlichen Reichtums voller fließen – erst dann kann der enge bürgerliche Rechtshorizont ganz überschritten werden und die Gesellschaft auf ihre Fahne schreiben: Jeder nach seinen Fähigkeiten, jedem nach seinen Bedürfnissen!“

##### Ausbeutung der Natur durch den Menschen
In jeder Gesellschaftsform müssen Menschen gemäß ihren Bedürfnissen Naturstoffe umformen, um Gebrauchswerte zu schaffen. Natur und Arbeit sind notwendige Bedingungen des stofflichen Reichtums einer Gesellschaft.
Im Kapitalismus werden nicht nur Arbeiter ausgebeutet, sondern auch Naturressourcen erschöpft. Die „Exploitation und Vergeudung der Bodenkräfte“ trete an die Stelle der früher rational über Generationen hinweg bestellten Felder. Das betreffe die kleinen selbstständigen Landwirtschaften und die großen kapitalistischen Landwirtschaftsbetriebe. Beide seien dem Zwang der Marktpreise unterworfen. Die Eigentümer und Pächter der großen kapitalistischen Betriebe hätten in erster Linie eine möglichst große Bereicherung im Auge. Es gehe keineswegs um einen nachhaltigen Umgang mit dem Boden.
Zwar werden Arbeit und Natur Mittel der Kapitalverwertung, aber die kapitalistische Produktionsweise zersetzt systematisch die Fundamente des Reichtums. Ausbeutung des Menschen und Ausbeutung der Natur gehen Hand in Hand. So hält Marx im ersten Kapitalband fest, jeder Fortschritt in der kapitalistischen Landwirtschaft sei „nicht nur ein Fortschritt in der Kunst, den Arbeiter, sondern zugleich in der Kunst, den Boden zu berauben, jeder Fortschritt in Steigerung seiner Fruchtbarkeit für eine gegebene Zeitfrist zugleich ein Fortschritt im Ruin der dauernden Quellen dieser Fruchtbarkeit. […] Die kapitalistische Produktion entwickelt […] nur die Technik und Kombination des gesellschaftlichen Produktionsprozesses, indem sie zugleich die Springquellen alles Reichtums untergräbt: die Erde und den Arbeiter.“ Dabei ergänzten Großindustrie und große Agrikultur einander. Einerseits verbreite sich das industrielle System in der Landwirtschaft, untwerfe die Arbeiter und liefere die Mittel, um den Boden zu erschöpfen; andererseits setze die industrialisierte Agrikultur immer mehr Arbeitskräfte für die Großindustrie frei.
Die Ausbeutung des Menschen und der Natur sind auch auf der Ebene des Bewusstseins miteinander verbunden. Die Mystifikation des Lohnes bildet eine Grundlage für die trinitarische Formel. Ein Aspekt dieser Formel ist, dass der Mensch den Boden mystifiziert wahrnimmt. Es erscheint so, als ob der Boden eine eigenständige Wertquelle wäre.

#### Mehrwerttheorie nach Lassalle
Ferdinand Lassalle war Arbeiterführer und Mitbegründer des Allgemeinen Deutschen Arbeitervereins. Grundsätzlich stimmt seine Theorie mit der von Marx überein. Jedoch geht Lassalle eher davon aus, dass der durchschnittliche Arbeitslohn grundsätzlich immer auf den notwendigen Lebenserhaltungskosten reduziert bleibt. Der ganze Überschuss der Produktion des Arbeitsertrages fällt auf den Unternehmeranteil. Er schlussfolgert daraus, dass man eine genossenschaftliche Assoziation gründen müsse, welche durch den Staat unterstützt wird. Nur so könnten die bestehenden Verhältnisse zwischen Arbeitslohn (Niedriglohn) und Unternehmergewinn überwunden werden (siehe Ehernes Lohngesetz).

### Liberalismus
Im liberalen Modell der freien Märkte, das erstmals von Adam Smith (1723–1790) beschrieben wurde, werden die Preisbildung und die Verwendung der Produktionsfaktoren durch das Angebot und die Nachfrage bestimmt. Die Philosophie der liberalen Ökonomie vertritt die Idee einer sich selbstregulierenden Wirtschaft, die keiner politischen Eingriffe bedarf. Der Staat wirkt nur indirekt durch die Sicherstellung ihrer Bestandsvoraussetzungen auf das Marktgeschehen ein. Grundlegende Elemente sind das Eigentumsrecht, die Vertragsfreiheit und die Wettbewerbsordnung.
Eine Ausbeutung könne dadurch entstehen, dass eine Interessengruppe die Verteilung des Einkommens kontrolliert und dadurch die anderen Wirtschaftssubjekte arm machen kann. Henry George sah die Grundbesitzer als Vertreter solcher Interessengruppen. Die Grundbesitzer verdienen ihr Geld, indem sie eine Pacht auf die Landnutzung erhalten, ohne dafür eine wirkliche Arbeit leisten zu müssen. Henry George forderte eine Grundsteuer, um dieses Problem zu beheben.

#### Adam Smith
Den Sachverhalt, dass Besitzer von Land und Kapital durch die Arbeit anderer Grundrente resp. Profit erzielen, beschrieb bereits der klassische Nationalökonom Adam Smith. Joseph A. Schumpeter (1883–1950) betrachtete Smiths Ansätze als Vorläufer der Marxschen Ausbeutungstheorie. Marx’ Manuskripte Theorien über den Mehrwert dokumentieren seine Auseinandersetzung mit Smith. Er gestand Smith wichtige Einsichten zu. Er kritisierte jedoch dessen theoretische Mängel, wie zum Beispiel den Umstand, dass Smith keinen allgemeinen Mehrwertbegriff entwickelt und den Mehrwert nur in seinen besonderen Erscheinungsformen untersucht habe. Die theoretische Nähe zu Marx wurde bereits früh behauptet. Laut einer der ersten Rezensionen von Das Kapital in Jahrbücher für Nationalökonomie und Statistik sei es offenbar, dass die Begriffe Smiths die „eigentlichen Waffen des Socialismus“ darstellten.
Nach Adam Smiths Der Wohlstand der Nationen ist die Arbeit der einzige Produktionsfaktor, der neuen Wert schaffen kann. Menschliche Arbeit sei die grundlegende Quelle des Reichtums einer Gesellschaft. Er räumte ihr einen zentralen Platz in seiner Werttheorie ein. Smith unterschied den Gebrauchswert einer Ware von ihrem Tauschwert. Die Arbeit sei der universelle Maßstab des Tauschwerts.
Im Falle von Smith kann man von einer Lohnabzugstheorie sprechen. Im ersten Buch im Kapitel Of the Wages of Labour führt Smith aus, dass in früheren Zeiten, als niemand Boden besessen oder Kapital angehäuft habe, der Arbeiter das ganze Produkt seiner Arbeit erhalten habe. Später müsse der Arbeiter einen Teil seines Produktes abgeben. Der Grundbesitzer arbeite nicht selbst, sondern lasse den Arbeiter das Land bestellen und verlange dafür einen Teil des Arbeitsproduktes. Oft müsse der Arbeiter für einen Herren bzw. Farmer arbeiten, der ihn bis zur Ernte versorge. Dieser ziehe dem Arbeiter etwas von seinem Lohn ab. Dieses Prinzip gelte auch in anderen Bereichen. Ein Herr strecke dem Arbeiter Material und Lohn vor und der Arbeiter schaffe einen zusätzlichen Wert, von dem sich der Besitzer einen Teil als Profit aneigne. Der Geldbesitzer könne sein Geld an jemanden verleihen, der es für ihn anwendet. So kann der Geldgeber vom erwirtschafteten Profit einen Zins erhalten. Die grundlegenden Einkommensarten seien schließlich Lohn, Grundrente und Profit bzw. Zins. Die Warenpreise enthielten demnach nicht nur Lohnkosten, sondern auch entsprechende Anteile der Bodenrente und der Kapitaleinkünfte.
Nach Smiths Early Draft gibt es keine gleiche und faire Verteilung des Reichtums. Wenige arbeiteten gar nicht und bekämen viel; wer hingegen arbeite, bekomme am wenigsten. Der Arbeiter trage die Last der Gesellschaft auf seinen Schultern und versinke darunter im Boden. Im Wohlstand der Nationen betonte Smith, es sei zwar möglich, dass eine Person Unternehmer und Arbeiter zugleich sei, wie im Falle des selbstständigen Handwerkers, aber dies komme nur selten vor. Zu denjenigen, die nicht oder kaum arbeiten, zählte Smith nicht nur Grundherren, sondern auch größere Kapitalbesitzer, die die Aufsicht und Oberleitung an einen Vertreter übergeben. Zudem gehe oft vom Produkt der Arbeit etwas an den Staatshaushalt ab, der es z. B. für unproduktive pompöse Hofhaltung ausgebe.
Die Herren bzw. Besitzer von Land oder Kapital und die Arbeiter kämpfen um die kontraktlich zu fixierende Lohnhöhe. Erstere wollen möglichst wenig zahlen, während Letztere einen möglichst hohen Lohn wollen. Laut Smith behalten die Herren die Oberhand. Sie könnten sich leichter organisieren, im Streikfall aufgrund ihres Kapitals länger durchhalten als die Arbeiter und der Staat erlaubt es ihnen – im Gegensatz zu den Arbeitern – sich zu vereinigen. Unter den Herren bestehe eine schweigende Übereinkunft, den Lohn nicht zu erhöhen, und sie träfen sich mitunter heimlich, um den Lohn zu senken. Der Lohn könne jedoch dauerhaft nicht so niedrig sein, dass er die Existenz des Arbeiters gefährde. Für die Bestimmung der Lohnhöhe gab Smith mehrere Faktoren an: die Situation des Marktes, eher subjektive Momente, wie das Vertrauen in den Arbeiter, und objektivierbare Aspekte, wie z. B. die Ausbildungszeit der Arbeitskraft.

#### Neoklassik
Die Neoklassische Theorie entstand in der Zeit ab 1870. Wichtige Vertreter waren Léon Walras und später Alfred Marshall. Die Theorie stellt die Wirtschaft vor allem als System von Märkten dar, auf denen Angebot und Nachfrage durch Güterpreise ins Gleichgewicht gebracht werden. Sie legt dabei das Menschenbild des so genannten Homo oeconomicus zu Grunde. Dieses Modell basiert auf der Annahme, dass jeder Mensch seinen Nutzen maximiert. Dabei werden den Konsumenten unbegrenzte Bedürfnisse unterstellt und die gesellschaftliche Wohlfahrt wird ausschließlich aus den Präferenzen der Individuen abgeleitet. Niemand hat einen Grund oder die Möglichkeit die Entscheidungen der Konsumenten zu ändern. Dieser Aussage liegt die Vorstellung zugrunde, dass jeder zu seinem eigenen Besten handelt und somit lenkende staatliche Eingriffe nicht nötig sind. Damit diese Vorstellung greift, geht dieser theoretische Ansatz davon aus, dass die Wirtschaftssubjekte über die gleiche Befähigung und gleiche Ausgangssituation (Bildung etc.) verfügen und alle wichtigen Informationen besitzen, die nötig sind, um die richtige Entscheidung zu treffen.
Die Ausbeutung in der neoklassischen Theorie ist eine Art Marktversagen. Da die meisten Märkte durch unvollständigen Wettbewerb zu charakterisieren sind (Monopole, Oligopole) kommt die unterstellte Maximierung der gesamtgesellschaftlichen Wohlfahrt nicht zum Tragen. Diese Art der Ausbeutung soll durch einen perfekten Wettbewerb verhindert werden.

#### Keynes
John Maynard Keynes war der Überzeugung, dass die so genannten „Rentiers“ (Spekulanten an der Börse) eine Art wirtschaftliche Ausbeutung darstellen. Je höher beispielsweise die Aktienkurse an der Börse sind, desto eher erwarten die Spekulanten sinkende Kurse. Deshalb warten sie ab und halten so lange ihre Ersparnisse in Bargeld, bis die Kurse gefallen sind und der Einstieg ins Aktiengeschäft günstig ist (siehe Zinstheorie und Liquiditätsfalle). Genauso wie die Grundbesitzer verdienen die Spekulanten ihr Geld, ohne dafür eine wirkliche Arbeit leisten zu müssen, und schaden der Wirtschaft. Keynes schlug eine ständige maßvolle Geldentwertung (Inflation) vor. Das Kapital, so Keynes, wirft nämlich nur solange eine Rendite ab, wie es knapp ist.

## Ausbeutungsformen

### Ausbeutung von Arbeitskraft

#### Sklaverei
Sklaverei bedeutet eine vollständige wirtschaftliche und rechtliche Abhängigkeit eines Menschen (Sklave) von einem anderen Menschen (Sklavenhalter), dessen Eigentum er ist.

##### Historisch
Der Ursprung der Sklaverei findet sich höchstwahrscheinlich in Ägypten. Dort finden sich Nachweise von Sklaverei von ca. 2300 v. Chr. Im Falle des antiken Griechenlands werden archäologische Quellen und bestimmte Linear-B-Tafeln aus der mykenischen Palastwirtschaft als Zeugnisse von Sklaverei betrachtet. Im römischen Raum behandelten bereits die Zwölftafelgesetze die Versklavung von Verschuldeten. Wie viele Arbeiter Sklaven waren, lässt sich nicht feststellen, da die Quellenlage ungenügend ist. In der Antike arbeiteten nicht nur Sklaven, aber in prosperierenden Zentren wurden viele Arbeitskräfte gebraucht und daher Sklaven genutzt. Sklaven waren in vielen Wirtschaftszweigen tätig, wie z. B. in der Landwirtschaft, im Bergbau, als Erzieher oder als Sekretäre. Es gab verschiedene Möglichkeiten, zum Sklaven zu werden, wie z. B. Verschuldung, Abstammung von Sklaven, Menschenraub oder Kriegsgefangenschaft. Die Lebensbedingungen von Sklaven konnten variieren und hingen unter anderem davon ab, wo ein Sklave arbeitete. So konnten ausgebildete Sklaven im städtischen Handwerk mitunter Besitz erlangen und mit ihrer Freilassung rechnen, aber oft waren Sklaven der Willkür ihres Herrn ausgeliefert und wurden grausam behandelt. Zwar war die Sklaverei in der klassischen Zeit Griechenlands nicht das einzige notwendige Element der Gesellschaft und Wirtschaft, aber Sklaven waren ein entscheidender Faktor für die wirtschaftliche Prosperität. Massensklaverei, wie sie für das spätrepublikanische Rom bekannt ist, blieb in archaischer und klassischer Zeit eine Ausnahme, wie z. B. in den Bergwerken Südattikas. In der römischen Republik waren Sklaven erforderlich für das Wirtschaftswachstum, die marktorientierte Produktion von Agrarprodukten auf großen Landgütern und somit auch für die Urbanisation.
Die Sklavenhaltung sowie der Sklavenhandel erreichten ihren größten Umfang im Zeitalter des Kolonialismus nach der Conquista im 16. Jahrhundert durch den atlantischen Sklavenhandel. Die Sklaverei wurde in den USA am 18. Dezember 1865 abgeschafft.
Eine weitere relevante Erscheinungsform von Sklaverei ohne (im rechtlichen Sinne) Sklavenhalter sind die Zwangsarbeitslager totalitärer Staatssysteme, wie die Konzentrationslager im nationalsozialistischen Deutschland oder das sowjetische Gulag.

##### 21. Jahrhundert
Heute ist die Sklaverei durch internationale Verträge wie der Europäischen Menschenrechtskonvention (EMRK) auf der Welt verboten. Der frühere Sklaveneigentümer ist also heute ein Sklavenbesitzer. Der Vorteil für den Sklavenbesitzer besteht in der Anonymität: Niemand weiß, wem ein Sklave heutzutage gehört. Formen moderner Sklaverei sind Zwangsarbeit Gefangener, Kinderarbeit und Zwangsprostitution, die z. B. durch Menschenhandel begünstigt werden. Ein vor allem in Afrika und Asien hinzukommender Aspekt ist die Rekrutierung von Kindersoldaten sowie die klassischen Formen der Leibeigenschaft und wirtschaftlichen Ausbeutung. Bales schätzt, dass heute immer noch 27 Millionen Menschen in sklavereiähnlichen Verhältnissen leben.

#### Kinderarbeit

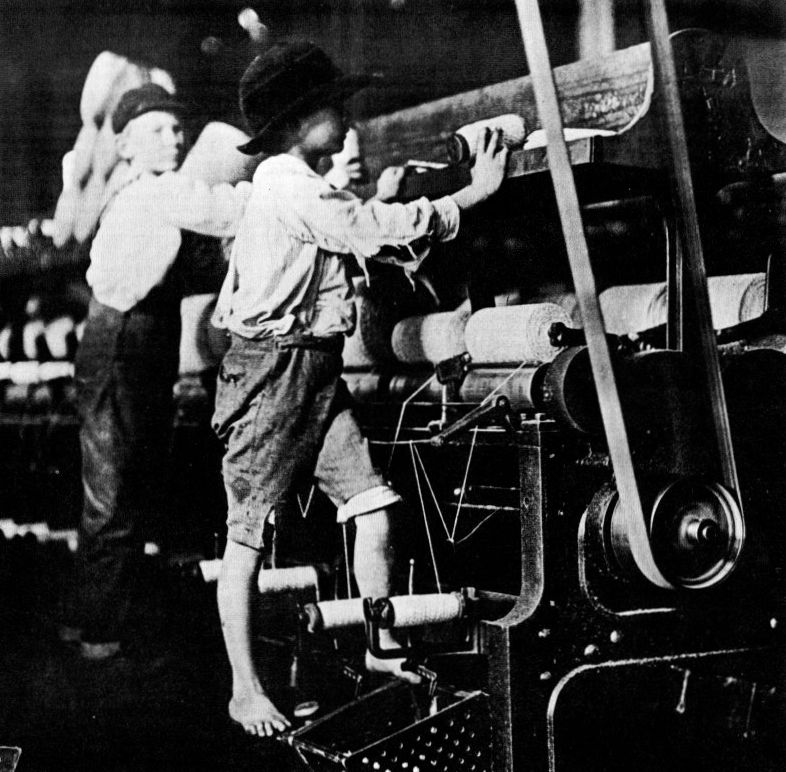
Kinderarbeit in Massachusetts, USA 1912

Kinderarbeit bezeichnet die Praxis der Beschäftigung von Kindern in Fabriken, im Handwerk oder in der Landwirtschaft und ist das typische Heranziehen zur Lohnarbeit. Wegen ihrer Billigkeit nahm die Kinderarbeit zu Beginn der Industrialisierung einen solchen Umfang an, dass schwere gesundheitliche und moralische Schäden der Kinder die Folge waren.

##### Historisch
Es wird angenommen, dass es Kinderarbeit in Form von Hilfsleistungen beispielsweise bei Erntearbeiten schon zu Beginn der Agrargesellschaft gegeben hat. Durch das Bevölkerungswachstum im 18. und 19. Jahrhundert mussten jedoch besonders viele Kinder in Kohleminen und in der Textilindustrie arbeiten. Die Kinder bekamen keine Schulbildung, konnten weder lesen noch schreiben und viele Kinder litten unter schweren Krankheiten oder wurden zu Krüppeln. Die Kinder waren zum damaligen Zeitpunkt durch kein Gesetz geschützt. Kinderarbeit wurde schlecht entlohnt und durch ihre schlechte Entlohnung dazu benutzt, die Löhne der erwachsenen Arbeiter zu drücken.

##### 21. Jahrhundert
| Art des Kinderhandels                                   | Betroffene weltweit |
| ------------------------------------------------------- | ------------------- |
| Sklaverei und Zwangsarbeit                              | 5.713.000           |
| Prostitution und Herstellung von Pornographie           | 1.810.000           |
| Zwangsrekrutierung in bewaffnete Konflikten             | 276.000             |
| Andere illegale Tätigkeiten (zum Beispiel Drogenhandel) | 590.000             |
| alle Formen                                             | 8.389.000           |

Im 21. Jahrhundert herrscht in den industrialisierten Ländern ein hoher Lebensstandard. Daher muss unterschieden werden, ob die Arbeit freiwillig ist oder ob die Kinder direkt bzw. indirekt zur Arbeit gezwungen werden. Beispielsweise gehen viele Kinder und Jugendliche in den Schulferien arbeiten, um sich ein (zusätzliches) Taschengeld zu verdienen.
Jedoch gibt es auch heute noch Millionen von Kindern, welche vorwiegend in der Dritten Welt, in kleinen Werkstätten, in Steinbrüchen, in der Landwirtschaft, als Straßenverkäufer oder als Dienstmädchen arbeiten müssen, um einen lebensnotwendigen Unterhalt zu erwirtschaften.
Die größte Anzahl an Kinderarbeitern lebt in Asien mit 44,6 Millionen, gefolgt von Afrika, wo 23,6 Millionen Kinder arbeiten müssen und Lateinamerika mit 5,1 Millionen Kinderarbeiten. Dabei arbeiten die meisten Kinder unbezahlt für die eigene Familie.
Im Niger – einem der ärmsten Länder in Afrika – wird hauptsächlich Uran, Gold, Phosphaten, Zinn, Kohle und Gips abgebaut. Die Kinder werden als Träger für Erz und Abfallprodukte eingesetzt. Benin City ist unter anderem die Hauptstadt der Prostitution. In Russland werden besonders Kinder von kriminellen Organisationen für den Verkauf und die Verbreitung illegaler Drogen ausgenutzt.
Haiti – in der Stadt Port-au-Prince gibt es sogenannte Makler, die Arbeitssklaven, meist Kinder, sehr günstig verkaufen. Die Kinder stehen ihren „neuen Besitzern“ grundsätzlich für alles zur Verfügung, hauptsächlich für Sex, Kurierdienste und im Haushalt. In einem haitianischen Sprichwort heißt es unter anderem auch: „Kinder sind Tiere“. Im 2020er Jahrzehnt wurde in einer Großschlachterei in den USA (Nebraska und Kansas) festgestellt, dass dort über 100 Kinder arbeiteten.
Internationale Abkommen gegen Kinderarbeit
| ILO Konvention Nr. 105                  | Abschaffung der Zwangsarbeit                                                                  |
| ILO Konvention Nr. 138                  | Mindestalter 15 Jahre für die Zulassung zur Beschäftigung                                     |
| ILO Konvention Nr. 182                  | Verbot und Beseitigung der schlimmsten Formen von Kinderarbeit                                |
| UN-Kinderrechtskonvention               | Übereinkommen der Vereinten Nationen über die Rechte der Kinder                               |
| UN-Zusatzprotokoll bewaffnete Konflikte | Zusatzprotokoll zur UN-Kinderrechtskonvention zum Schutz der Kinder in bewaffneten Konflikten |
| UN Zusatzprotokoll Kinderhandel         | Zusatzprotokoll zum Schutz vor Kinderhandel, -prostitution und -pornographie                  |

### Sexuelle Ausbeutung
Sexuelle Ausbeutung bezeichnet eine Handlung gegen Menschen, die durch Druckmittel wie Einschüchterung, Gewalt oder Gewaltandrohung, Erpressung oder Freiheitsentzug zu sexuellen Handlungen gezwungen werden.

#### Zwangsprostitution
Zwangsprostitution ist eine Form sexueller Gewalt und zugleich eine Form der Folter. Sie steht in direktem Zusammenhang mit Zuhälterei. Die Tatbestände der Zwangsprostitution und Sexuellen Sklaverei finden sich erstmals in Art. 7 (1)(g) ICC-S (International Criminal Court) als Verbrechen gegen die Menschlichkeit. Die Zwangsprostitution ist besonders aus Kriegen bekannt, beispielsweise wurden vorrangig koreanische Frauen durch die Japanische Armee im Zweiten Weltkrieg der Zwangsprostitution unterworfen (sogenannte Comfort women).

#### Kinderpornografie
Kinderpornographie bezeichnet eine Form sexuellen Missbrauchs an Kindern. Dabei werden Kinder in sexuellen Handlungen an sich selbst, zwischen Kindern, von Erwachsenen an Kindern und von Kindern an Erwachsenen durch Ton- und Bildträger, Datenspeicher, Abbildungen dargestellt. (§ 11 Abs. 3 StGB)
Die meisten Länder haben Gesetze erlassen, welche den Missbrauch von Kindern unter Strafe stellen. Beispielsweise wurde am 18. Mai 1904 das erste Internationale Abkommen über Verwaltungsregeln zum Schutz gegen Mädchenhandel verabschiedet.

### Globalisierung
Unter Globalisierung versteht man den Prozess der zunehmenden weltweiten Verflechtung in den Bereichen Wirtschaft, Politik, Kultur, Umwelt, Kommunikation.
Die Europäische Union subventioniert EU-Fischereiflotten. Da es im Mittelmeer nicht mehr genügend Fisch gibt, fahren europäische Fischfänger nach Afrika und fischen die atlantische Küste Afrikas mit ihren Fangnetzen ab. Heimische afrikanische Fischer, wie zum Beispiel aus Senegal, verlieren die Möglichkeit, mittels Fischerei ihren Lebensunterhalt zu verdienen. Die senegalesische Regierung bekommt zwar Geld für die Vergabe der Fischfangrechte, jedoch lässt sich in Europa mehr mit dem Fischverkauf verdienen. Der Mehrwert, die Arbeitsplätze und der Reichtum entstehen in Europa.
Darüber hinaus exportieren europäische Staaten großflächig ihre überschüssigen und aufgrund der Agrarsubventionen für den Produzenten in der Herstellung günstigeren Lebensmittel in afrikanische Staaten. Das führt dazu, dass beispielsweise die senegalesische Bevölkerung ihre Zwiebeln und Kartoffeln aus Holland kaufen muss, weil die heimischen Bauern nicht mit den subventionierten Massenprodukten mithalten können. Ähnlich verhält es sich mit Milchprodukten. Es gibt in senegalesischen Supermärkten so gut wie keine Frischmilch mehr, da das Land diesen Bedarf mit wesentlich günstigerem Milchpulver aus der EU deckt.

### Ausbeutung ökologischer Ressourcen

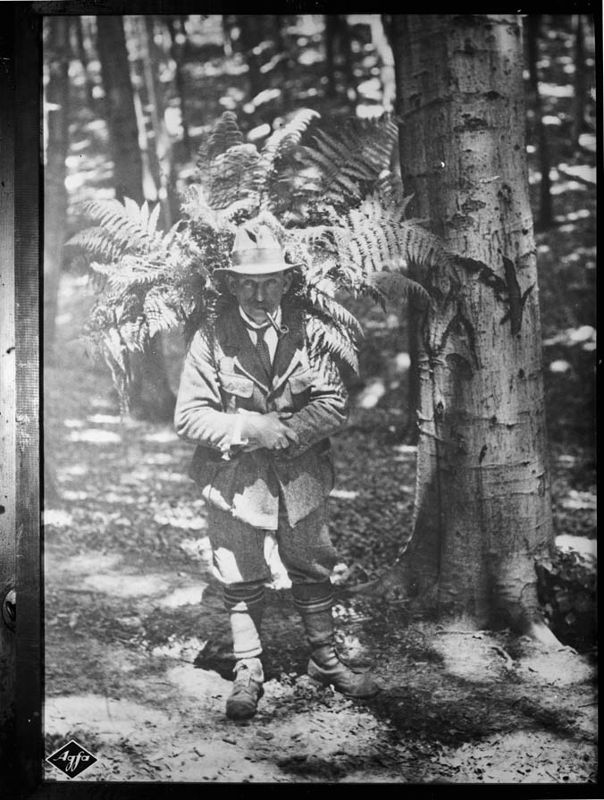
1933: „Ausbeutung des Waldes. Man(n) holt Farne“;
Fotografie von Wilhelm Pietzsch

Im Bereich der Ökologie heißt Ausbeutung (Raubbau) die aufbrauchende Gewinnung und Nutzung nicht nachwachsender Rohstoffe (zum Beispiel alle Metalle) bzw. langfristig knapp werdender Vorkommen natürlicher Ressourcen (Knappheit). Erdöl entsteht immer wieder im natürlichen Prozess, jedoch ist die Nachfrage so groß, dass das Abbauvolumen das Reproduktionsvolumen bei weitem übersteigt. Diese Güter werden demnach stetig knapper und sind daher stark nachgefragt. Um den entstehenden Nachfrageüberschuss regulieren zu können, wird der Preis des Rohstoffes steigen (Marktgleichgewicht). Auf Grund der damit verbundenen Wertsteigerungspotentiale wird der Rohstoff zunehmend wirtschaftlich attraktiver und die Gewinnung erneut angekurbelt.

## Rechtsbegriff
Der Ausdruck Wucher bezeichnet das Angebot einer Leistung zu einer deutlich überhöhten Gegenleistung (meist Geld) unter Ausnutzung einer Schwächesituation des Vertragspartners. An Wucher können zivil- und strafrechtliche Folgen geknüpft sein. In Deutschland ist Wucher in Absatz 2 des § 138 BGB geregelt:
„Nichtig ist insbesondere ein Rechtsgeschäft, durch das jemand unter Ausbeutung der Zwangslage […] sich oder einem Dritten für eine Leistung Vermögensvorteile versprechen oder gewähren lässt, die in einem auffälligen Missverhältnis zu der Leistung stehen.“
Im Strafrecht § 291 StGB wird zwischen Miet-, Kredit-, Leistungs- und Vermittlungswucher unterschieden.
Beispielsweise könnte ein Mensch ohne Aufenthaltstitel oder Arbeitserlaubnis, der als Reinigungskraft ausbeuterisch unterbezahlt wird, nicht auf Wucher klagen, weil er damit negative Folgen (beispielsweise Abschiebung oder Strafe wegen Schwarzarbeit) gegen sich selbst riskieren würde.